# Longlegs: Thảm kịch dị giáo
Longlegs: Thảm kịch dị giáo (tên tiếng Anh: Longlegs) là bộ phim chính kịch-kinh dị của Hoa Kỳ được đạo diễn kiêm biên kịch của Osgood Perkins, với sự tham gia diễn xuất chính của Maika Monroe, Nicolas Cage, Blair Underwood và Alicia Witt. Lấy bối cảnh những năm thập niên 1990, bộ phim là hành trình theo chân một đặc vụ của FBI với nhiệm vụ truy tìm một tên sát nhân hàng loạt đầy thần bí chịu trách nhiệm cho cái chết của hàng ngàn gia đình trên khắp bang Oregon với hiện trường không một vết tích để lại. Cage sẽ đồng thời đảm nhận vai trò nhà sản xuất của phim dưới nhãn hiệu công ty sản xuất Saturn Films
Longlegs: Thảm kịch dị giáo được công chiếu tại Hoa Kỳ vào ngày 12 tháng 7, 2024 bởi Neon chịu trách nhiệm phân phối. Phim đã nhận được nhiều đánh giá tích cực từ các phê bình cũng như thành công thu về 108.5 triệu Đô la Mỹ trên toàn cầu, và trở thành bộ phim có doanh thu cao nhất của hãng Neon và đồng thời cũng là bộ phim độc lập có doanh thu cao nhất trong năm.

## Diễn viên

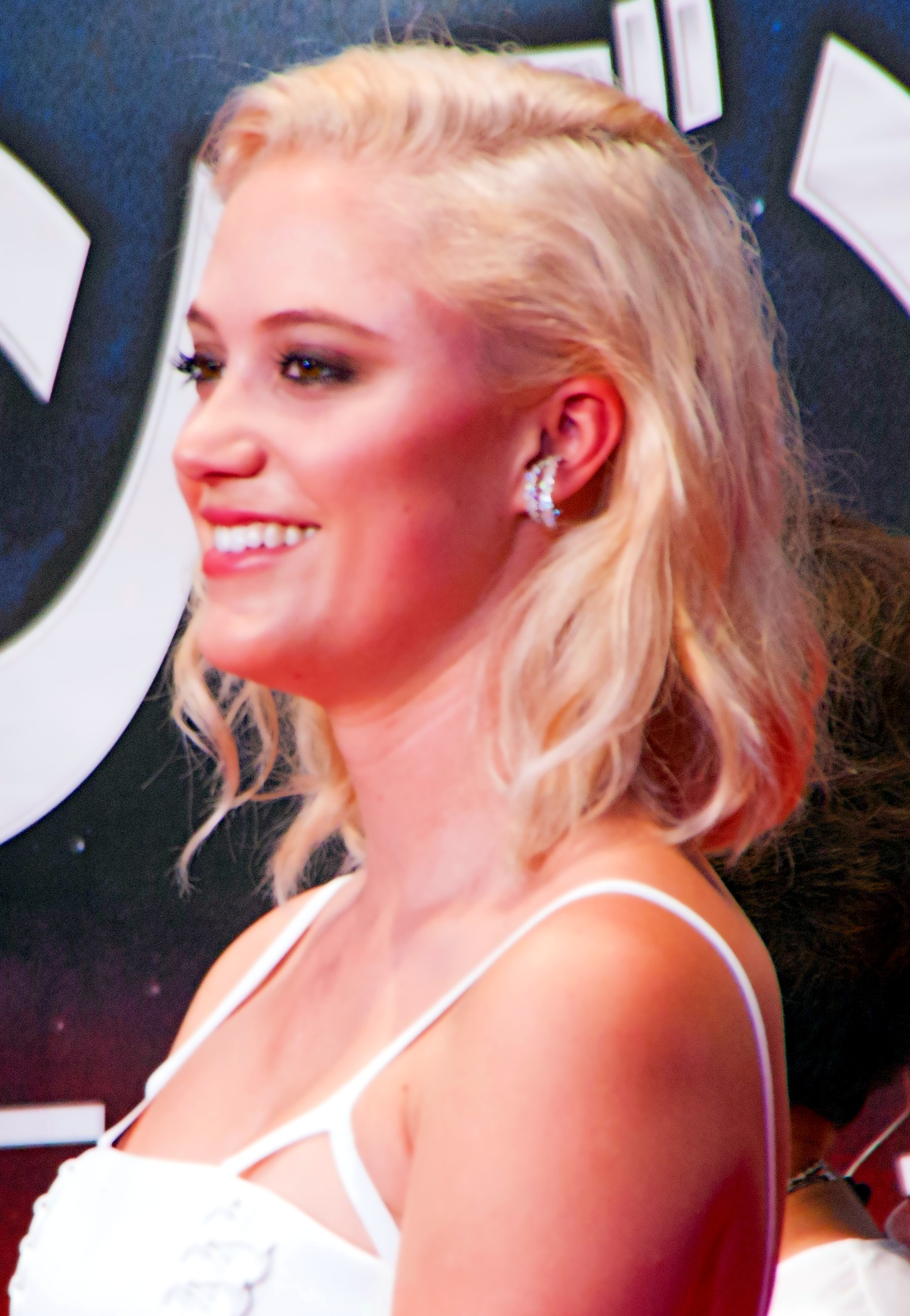
Nữ diễn viên Maika Monroe thủ vai Lee Harker.

- Maika Monroe thủ vai Lee Harker, một đặc vụ FBI được giao đảm nhận vụ án Longlegs
  - Lauren Acala thủ vai Lee lúc nhỏ
- Nicolas Cage thủ vai Longlegs, một kẻ giết người hàng loạt khó nắm bắt với tên thật là Dale Kobble[5]
- Blair Underwood thủ vai Đặc vụ Carter, một trong những cấp trên của Lee
- Alicia Witt thủ vai Ruth Harker, người mẹ sùng đạo của Lee
- Michelle Choi-Lee thủ vai Đặc vụ Browning, một trong những cấp trên của Lee
- Dakota Daulby thủ vai Đặc vụ Fisk, đồng nghiệp của Lee
- Kiernan Shipka thủ vai Carrie Anne Camera, người sống sót duy nhất trong vụ thảm sát của Longlegs
  - Maila Hosie thủ vai Carrie lúc nhỏ
- Jason Day thủ vai Cha của Camera
- Lisa Chandler thủ vai Mẹ của Camera
- Ava Kelders thủ vai Ruby Carter, con gái của William Carter
- Carmel Amit thủ vai Anna Carter, vợ của William Carter
- Peter Bryant thủ vai một đặc vụ FBI cao cấp